# Α-MONTHLY COLORS
『α-MONTHLY COLORS』（アルファ・マンスリー・カラーズ）は、α-STATIONで放送されているラジオ番組である。1994年4月から2011年3月まで放送された。放送日時は、毎週日曜日の23:00～24:00(2010年4月現在)。

## 番組内容
毎月1組の日本のアーティストが登場し、自身のことや楽曲について放送する。
その月の日曜日の数だけ放送があり、4週の場合は、
- 1週目…近況編と題して、自身の近況について語る。
- 2週目…ヒストリー編と題して、自身の生い立ちについて語る。幼少の頃からの話や、音楽に目覚めた話、デビュー後の話など。
- 3週目…パーソナル編と題して、自身の私生活や最近興味のあることなどを語る。
- 4週目…それまでにリスナーから寄せられたメッセージを紹介する。

5週ある場合は、その都度特集企画が組まれる（何週目にあるのかは決まっていない）。

## 番組を担当したアーティストと放送時間の移り変わり

### 1994年
放送時間：土曜日24:00～26:00(2時間番組)。
- 横山輝一 (4月)
- 佐藤聖子 (5月)
- 永井真理子 (6月)

7月以降・・・放送時間：土曜日24:00～25:00(1時間短縮、1時間番組に)。
- 森川美穂 (7月)
- 楠瀬誠志郎 (8月)
- L⇔R (9月)

10月以降・・・放送時間：日曜日20:00～21:00。
- ピチカート・ファイヴ (10月)
- 中村あゆみ (11月)
- ICE (12月)

### 1995年
- 奥居香 (1月)
- 小比類巻かほる (2月)
- KATSUMI (3月)

4月以降・・・放送時間：日曜日18:00～19:00。
- スピッツ (4月)
- 山根康広 (5月)
- 東野純直 (6月)
- TO BE CONTINUED (7月)
- JAYWALK (8月)
- 篠原涼子 (9月)
- 中西保志 (10月)
- 久宝留理子 (11月)
- MY LITTLE LOVER (12月)

### 1996年
- 辛島美登里 (1月)
- 斉藤和義 (2月)
- ICE (3月)

4月以降・・・放送時間：日曜日20:00～21:00。
- RAZZ MA TAZZ (4月)
- E-ZEE BAND (5月)
- 古内東子 (6月)
- 山根康広 (7月)
- 根本要 (STARDUST REVUE) (8月)
- 角松敏生 (9月)
- 吉田美奈子 (10月)
- THE BOOM (11月)
- 鈴里真帆 (12月)

### 1997年
- the pillows (1月)
- 辛島美登里 (2月)
- JAYWALK (3月)
- ウルフルズ (4月)
- EPO (5月)
- LINDBERG (6月)
- ORIGINAL LOVE (7月)
- RAZZ MA TAZZ (8月)
- 古内東子 (9月)
- 角松敏生 (10月)
- STARDUST REVUE (11月)
- 山下久美子 (12月)

### 1998年
- 米倉利紀 (1月)
- Le Couple (2月)
- MY LITTLE LOVER (3月)

4月以降・・・放送時間：日曜日21:00～22:00。
- スピッツ (4月)
- BONNIE PINK (5月)
- スガシカオ (6月)
- 福山雅治 (7月)
- 黒沢健一 (8月)
- SING LIKE TALKING (9月)
- AIR (10月)
- サザンオールスターズ (11月)
- エレファントカシマシ (12月)

### 1999年
- 角松敏生 (1月)
- Char (2月)
- 遊佐未森 (3月)
  - 体調不良のため、3週目と4週目は出演せず。3週目には「遊佐未森特集」が組まれ、4週目にはスピッツが代理出演した。
- ORIGINAL LOVE (4月)
- RAZZ MA TAZZ (5月)
- THE BOOM (6月)
- 岡本真夜 (7月)
- カジヒデキ (8月)
- ゆず (9月)
- 財津和夫 (10月)
- 織田裕二 (11月)
- ウルフルズ (12月)

### 2000年
- 古内東子 (1月)
- FIELD OF VIEW (2月)
- 斉藤和義 (3月)
- 鈴木あみ (4月)
- 岡本真夜 (5月)
- hitomi (6月)
- スピッツ (7月)
- SENTIMENTAL BUS (8月)
- ゴンチチ (9月)
- Tina (10月)
- スガシカオ (11月)
- TM NETWORK (12月)

### 2001年
- Do As Infinity (1月)
- 徳永英明 (2月)
- SOPHIA (3月)
- 堂島孝平 (4月)
- HOUND DOG (5月)
- aiko (6月)
- 河村隆一 (7月)
- GRAPEVINE (8月)
- 花*花 (9月)
- 織田裕二 (10月)
- うじきつよし (11月)
- 宮沢和史 (12月)

### 2002年
- Tina (1月)
- 米倉利紀 (2月)
- PUFFY (3月)

4月以降・・・放送時間：日曜日23:00～24:00。
- 岡本真夜 (4月)
- 山根康広 (5月)
- 寺岡呼人 (6月)
- 山下久美子 (7月)
- 吉川晃司 (8月)
- aiko (9月)
- コブクロ (10月)
- the brilliant green (11月)
- 及川光博 (12月)

### 2003年
- MY LITTLE LOVER (1月)
- 東京スカパラダイスオーケストラ (2月)
- 夏川りみ (3月)
- ゆず (4月)
- CHARA (5月)
- 杉山清貴 (6月)
- CHEMISTRY (7月)
- 杏子 (8月)
- SING LIKE TALKING (9月)
- GRAPEVINE (10月)
- Skoop On Somebody (11月)
- aiko (12月)

### 2004年
- Route246 (元RAZZ MA TAZZで現razz.の阿久のぶひろと元UNICORNの手島いさむによるユニット。1月)
- 宮沢和史 (2月)
- くるり (3月)
- Mr.Children (4月)
  - 進行役を谷口キヨコが務める。
- RAG FAIR (5月)
- 高野寛 (6月)
- 奥田民生 (7月)
- キリンジ (8月)
- 光永亮太 (9月)
- Do As Infinity (10月)
- DREAMS COME TRUE (11月)
- ゴスペラーズ (12月)

### 2005年
- 広瀬香美 (1月)
- 南佳孝 (2月)
- YOSHII LOVINSON (3月)
- B'z (4月)
  - 進行役を川原ちかよが務める。
- 岡本真夜 (5月)
- 布袋寅泰 (6月)
- Kiroro (7月)
- 小野リサ (8月)
- スガシカオ (9月)
- BONNIE PINK (10月)
- 河口恭吾 (11月)
- コブクロ (12月)

### 2006年
- 佐藤竹善 (1月)
- 徳永英明 (2月)
- 矢井田瞳 (3月)
- melody. (4月)
- 馬場俊英 (5月)
- アンジェラ・アキ (6月)
- 東京スカパラダイスオーケストラ (7月)
- 10-FEET (8月)
- ザ・コレクターズ (9月)
- SEAMO (10月)
- ORIGINAL LOVE (11月)
- RIP SLYME (12月)
  - 31日の放送は20:00から1時間、melody.による特別編を放送。

### 2007年
- Salyu （1月）
- 平原綾香（2月）
- BEGIN（3月）
- m-flo（4月）
- the pillows（5月）
- 10-FEET（6月）
- 渡辺美里（7月）
- STARDUST REVUE (8月)
- KREVA（9月）
- 175R（10月）
- 風味堂（11月）
- ウルフルズ（12月）

### 2008年
- FUNKY MONKEY BABYS （1月）
- 堂島孝平 （2月）
- Skoop On Somebody （3月）
- Every Little Thing （4月）
- 10-FEET（5月）
- GO!GO!7188（6月）
- MONKEY MAJIK（9月）
- 河瀬直美（11月）
  - 当番組のDJにアーティスト以外を起用した初めての例。（河瀬の職業は映画監督）
- ヨーロッパ企画（12月）

### 2009年
- 佐藤竹善（1月）
- UNCHAIN（2月）
- 吉井和哉（3月）
- Base Ball Bear（4月）
- 10-FEET（5月）
- the pillows（6月）
- UA（7月）
- ACIDMAN（8月）
- 斉藤和義（9月）
- 安藤裕子（12月）

### 2010年
- LOVE LOVE LOVE（1月）
- フラワーカンパニーズ（2月）
- ストレイテナー（3月)
- THE BAWDIES（4月）
- 10-FEET（5月）
- GO!GO!7188（6月）
- 堂島孝平（7月）
- くるり（8月）
- つじあやの（9月）
- 秦基博（10月）
- Chicago poodle（11月）
- HANAGATA（12月）

### 2011年
- GRAPEVINE（1月）

## 提供スポンサー
- 2010年3月まではイシダの単独スポンサーであったが、2010年4月以降はノンスポンサーである。
- 2010年12月現在、HISがスポンサーである。